# Hop to It!
Hop to It! (Brasil: Seja Rápido, Carregador ) é um curta-metragem mudo norte-americano de 1925, do gênero comédia, dirigido por Ted Burnsten e estrelado por Oliver Hardy.

## Elenco

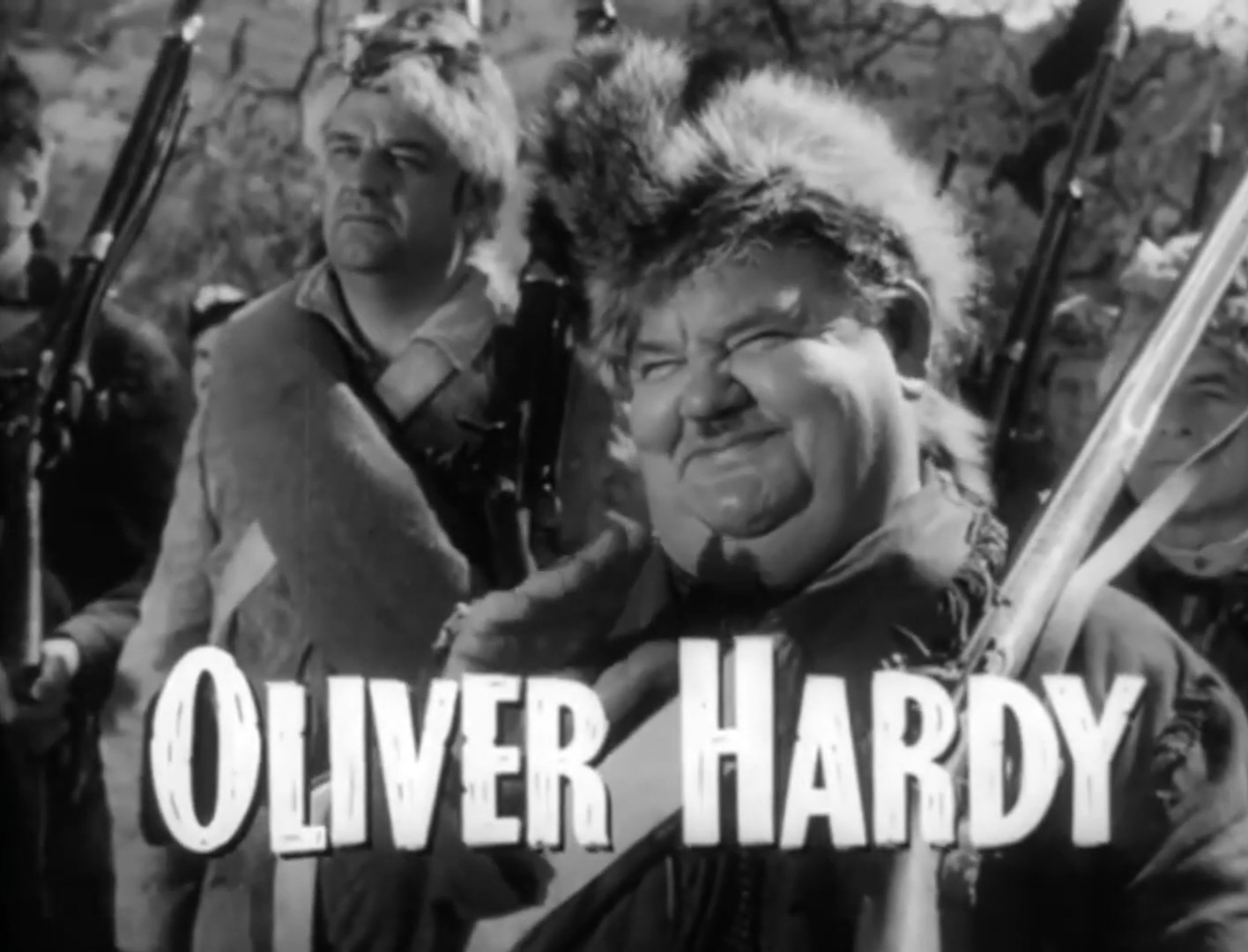
Oliver Hardy

- Bobby Ray
- Oliver Hardy - (como Babe Hardy)
- Janet Dawn
- Frank Alexander